# NGC 1423
NGC 1423 (również PGC 13628) – galaktyka spiralna z poprzeczką (SB?), znajdująca się w gwiazdozbiorze Erydanu. Odkrył ją Lewis A. Swift 31 października 1886 roku.
W galaktyce tej zaobserwowano supernową SN 2005gm.